# Ndao Nuse
Ndao Nuse ist ein indonesischer Distrikt (Kecamatan) im Regierungsbezirk Rote Ndao (Provinz Ost-Nusa Tenggara), der 2012 vom Distrikt Rote Barat abgetrennt wurde.

## Geographie
Ndao Nuse bildet sich aus den drei Inseln Ndao, Nuse und Doo, westlich der Insel Roti. Hauptort ist Oli auf Ndao. Doo ist unbewohnt. Die Gesamtfläche des Distrikts beträgt 1621 ha.
Der Distrikt teilt sich in fünf administrative Dörfer:
- Anarae
- Mbali Lendeiki (auf Ndao)
- Mbiu Lombo (auf Ndao)
- Ndaonuse
- Nuse